# Troedyrhiw Football Club
O Troedyrhiw Football Club foi um clube de futebol galês com sede na cidade de Merthyr Tydfil. O clube foi fundado em 1908 como Troedyrhiw Stars, tendo mudado de nome para Troedyrhiw Football Club em 1932.. Na temporada 2011–12 o clube teve que se licenciar da liga em que participava por motivos financeiros, essa liga sendo a South Wales Amateur League (quinta divisão galesa) E em 2 de abril de 2012, anunciou o encerramento de suas atividades.

## Títulos
- Welsh Football League Division Two: 1920–21, 1925–26 (Section B), 1926–27 (Section B) , 1930–31, 1931–32[3]
- South Wales Amateur League: 2000–01[3]
- Welsh Football League Division Three: 2004–05[3]